# The Imperial March
The Imperial March (Darth Vader's Theme), (De Keizerlijke Mars) is een soundtrack uit Star Wars. Het werd gecomponeerd door John Williams voor de film Star Wars: Episode V: The Empire Strikes Back. The Imperial March ging in première op 29 april 1980, drie weken voor de première van de film, ter gelegenheid van John Williams eerste optreden als officiële dirigent in residente van de Boston Pops Orchestra. Het is onmiskenbaar een van de bekendste symfonische filmthema's, het is een klassiek voorbeeld van een leidmotief, een terugkerend thema in verband met personages of gebeurtenissen in een serie.